# Edward Charles Pickering
Edward Charles Pickering (1846-1919) fou un astrònom estatunidenc, quart director de l'Observatori de Harvard (Harvard College Observatory).
Estudià durant diversos anys a la Boston Latin School, fins a graduar-se l'any 1865 a la Universitat Harvard. Fou professor de física en l'Institut Tecnològic de Massachusetts (1867).
Nomenat director de l'Observatori de Harvard, es dedicà a la fotografia i més especialment, a l'estudi dels espectres estel·lars. Gràcies a la immensa col·lecció d'espectres que havia deixat Henry Draper va poder iniciar, ampliar i completar una col·lecció d'espectrogrames que més endavant donarien origen a la classificació espectral gràcies a l'ajut econòmic de la fundació Henry Harper Memorial. Amb aquests diners va poder finançar el seu ambiciós projecte, per al qual contractà un bon nombre de dones especialitzades en el tema: Williamina Fleming, Antonia Maury, Anna Winlock, Annie Jump Cannon o Henrietta Swan Leavitt entre d'altres, grup femení que fou conegut (de broma) per la comunitat científica com l'harem de Pickering. Pràcticament totes elles feren grans descobriments i aportacions astronòmiques.
Hermann Carl Vogel i ell, conjuntament, descobriren els primers estels binaris espectroscòpics el 1889; en col·laboració amb Olcott fundà (1911) l'Associació Estatunidenca d'Observadors d'Estels Variables (AAVSO), entitat que encara continua en actiu. Entre el 1879 i el 1881 va fer estudis per a determinar la magnitud dels astres, especialment els satèl·lits planetaris i els asteroides més brillants.
El seu germà petit William Henry Pickering també fou un destacat astrònom gràcies al seu suport i ajuda.
Pel seu treball i carrera com a investigador va concedir-se-li la medalla daurada de la Reial Societat Astronòmica el 1886 i el 1901; la Medalla Henry Draper el 1888 i la Medalla Bruce el 1908. Existeix un cràter a la Lluna i un altre a Mart (en el sector de Phaethontis) batejats "Pickering" en honor d'ambdós germans astrònoms.

## Articles
- Obs. of the corona during the eclipse. Aug. 7, 1869, (1869).
- A nebula photometer, (1876).
- Stellar magnitudes, (1879), Astronomische Nachrichten, volume 95, p. 29.
- New planetary nebulae, (1881), The Observatory, Vol. 4, p. 81-83.
- Photometric magnitude of Jupiter's satellite III, (1881), The Observatory, Vol. 4, p. 113-114.
- Observations of the transit of Venus, December 5 and 6, 1882, made at the Harvard college observatory (1883).
- Photometric observations of Ceres, Pallas, and Vesta, at the Harvard College Observatory, (1885), The Observatory, Vol. 8, p. 238-239.